# Pyterlahti stenbrott

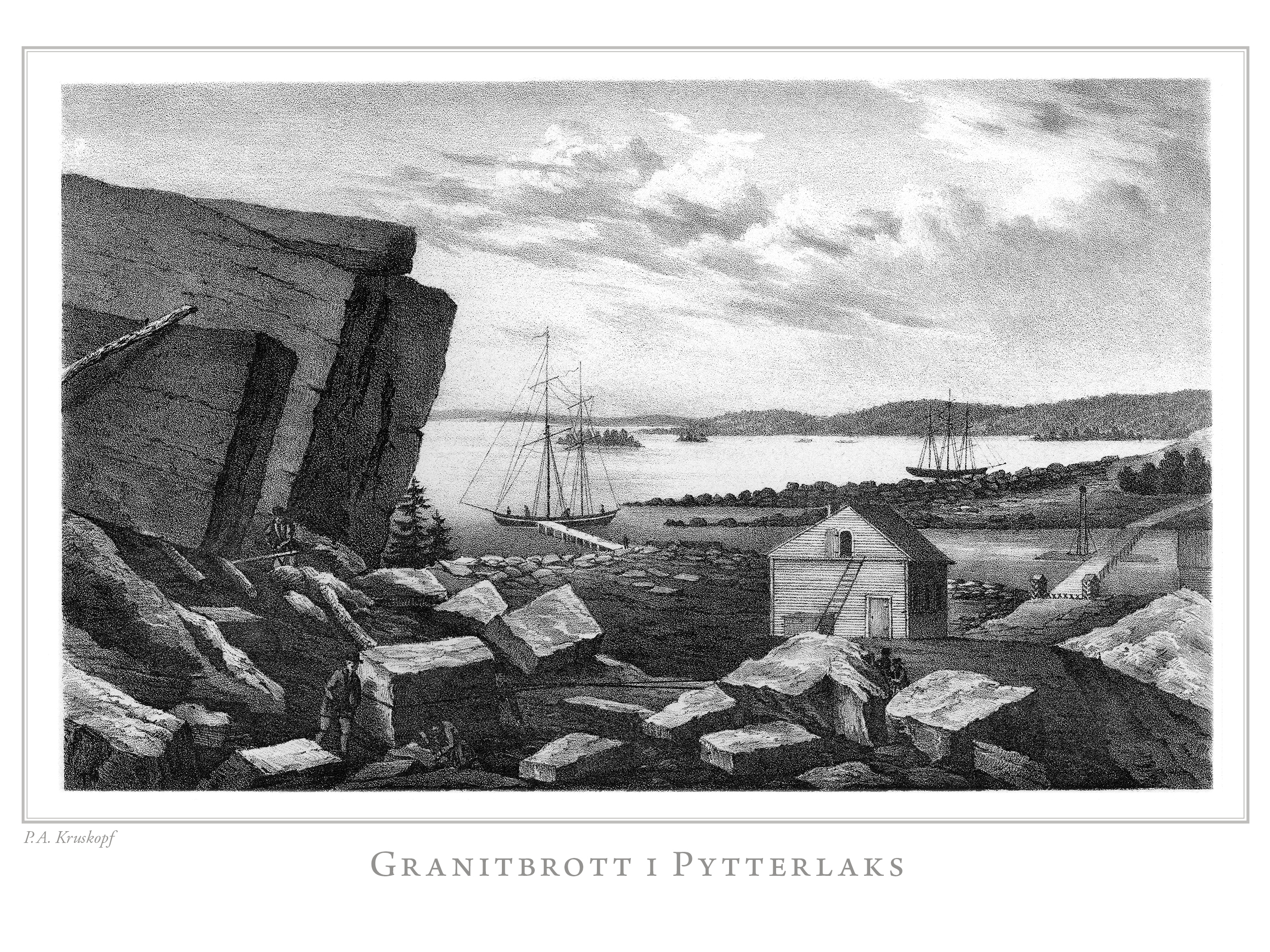
Litografi över granitbrott i Pytterlaks i Finland framstäldt i teckningar utgiven 1845-1852.

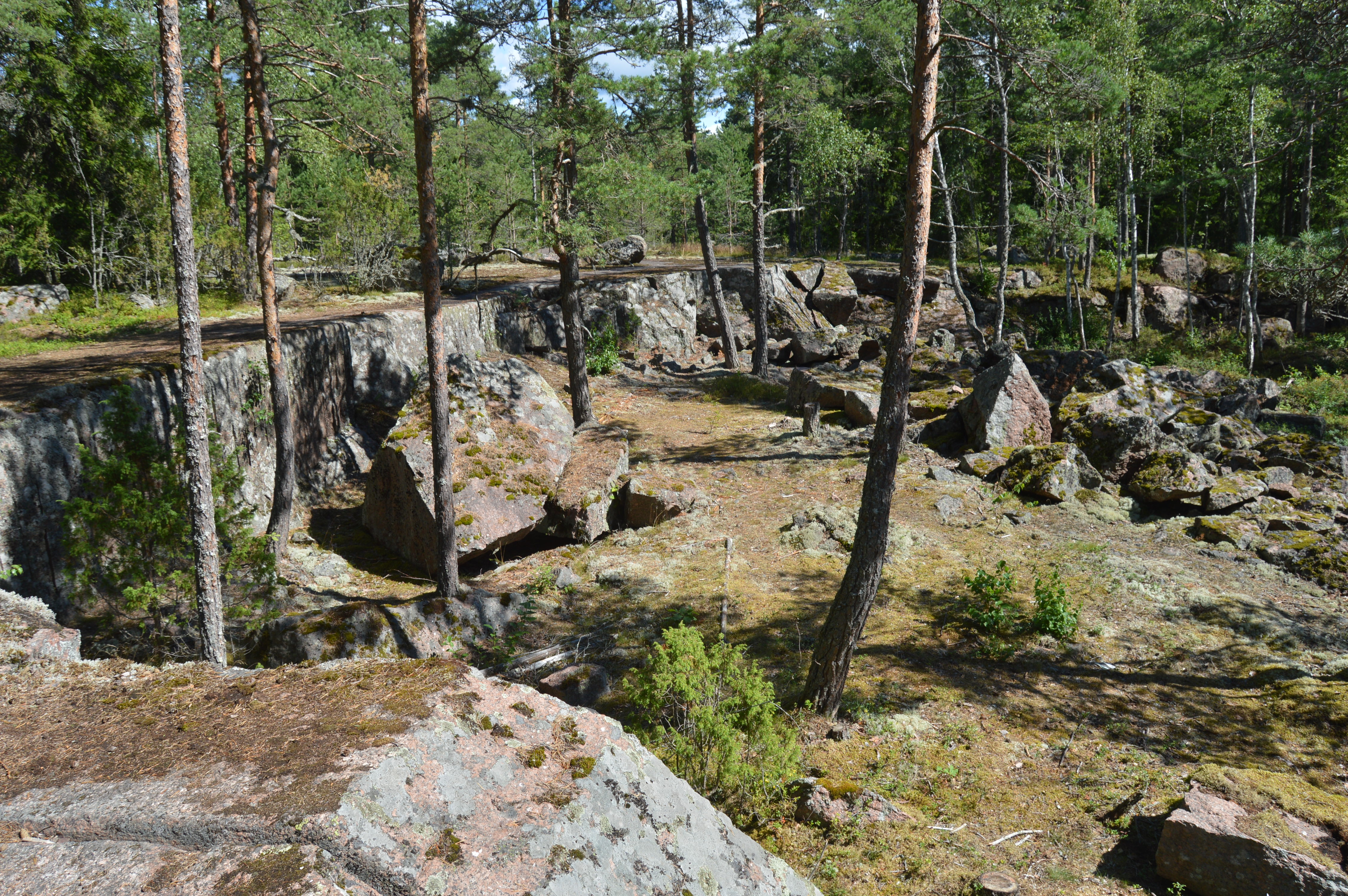
Pyterlahti stenbrott, 2020

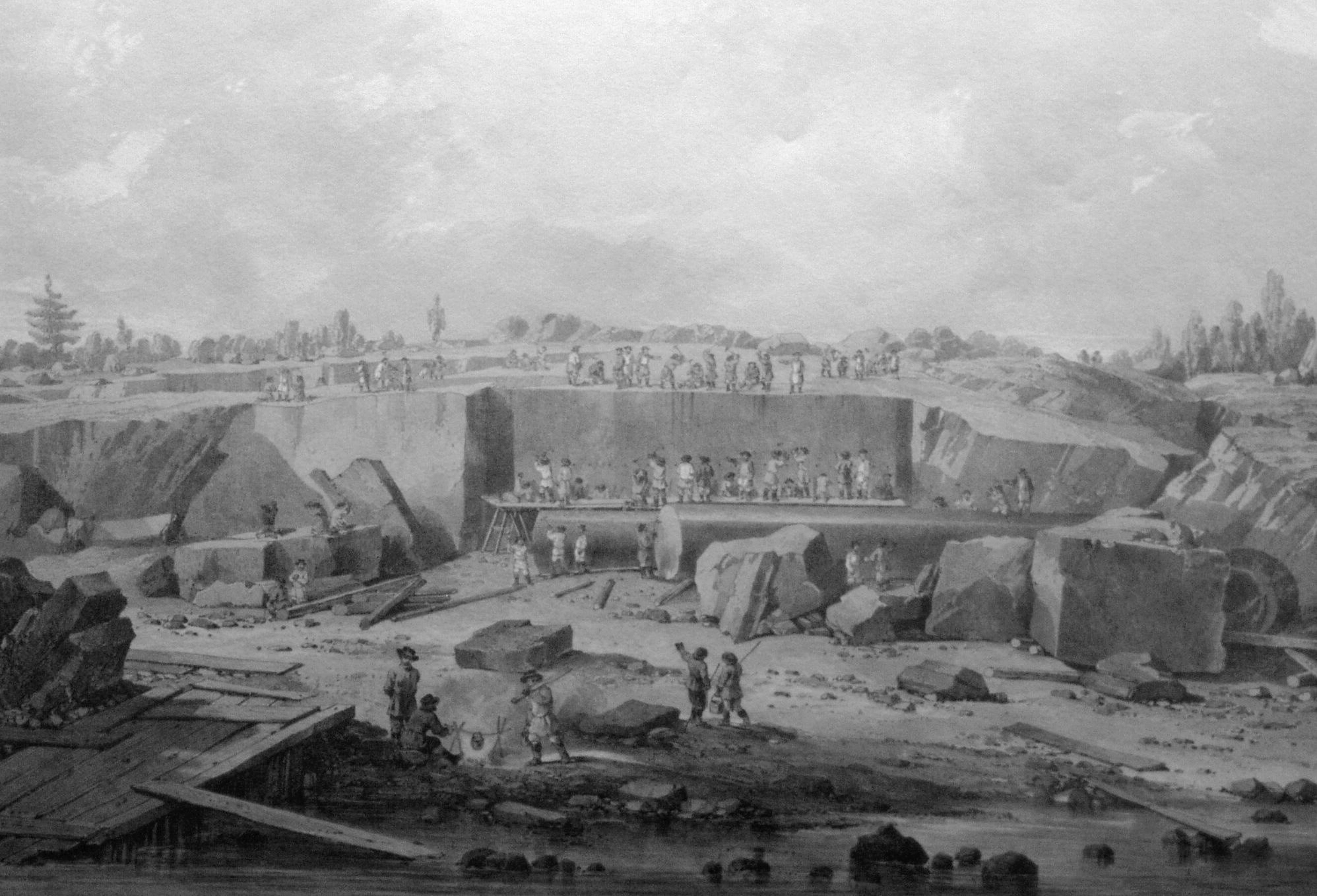
Brytning av monoliten till Alexanderkolonnen, omkring 1830–1832

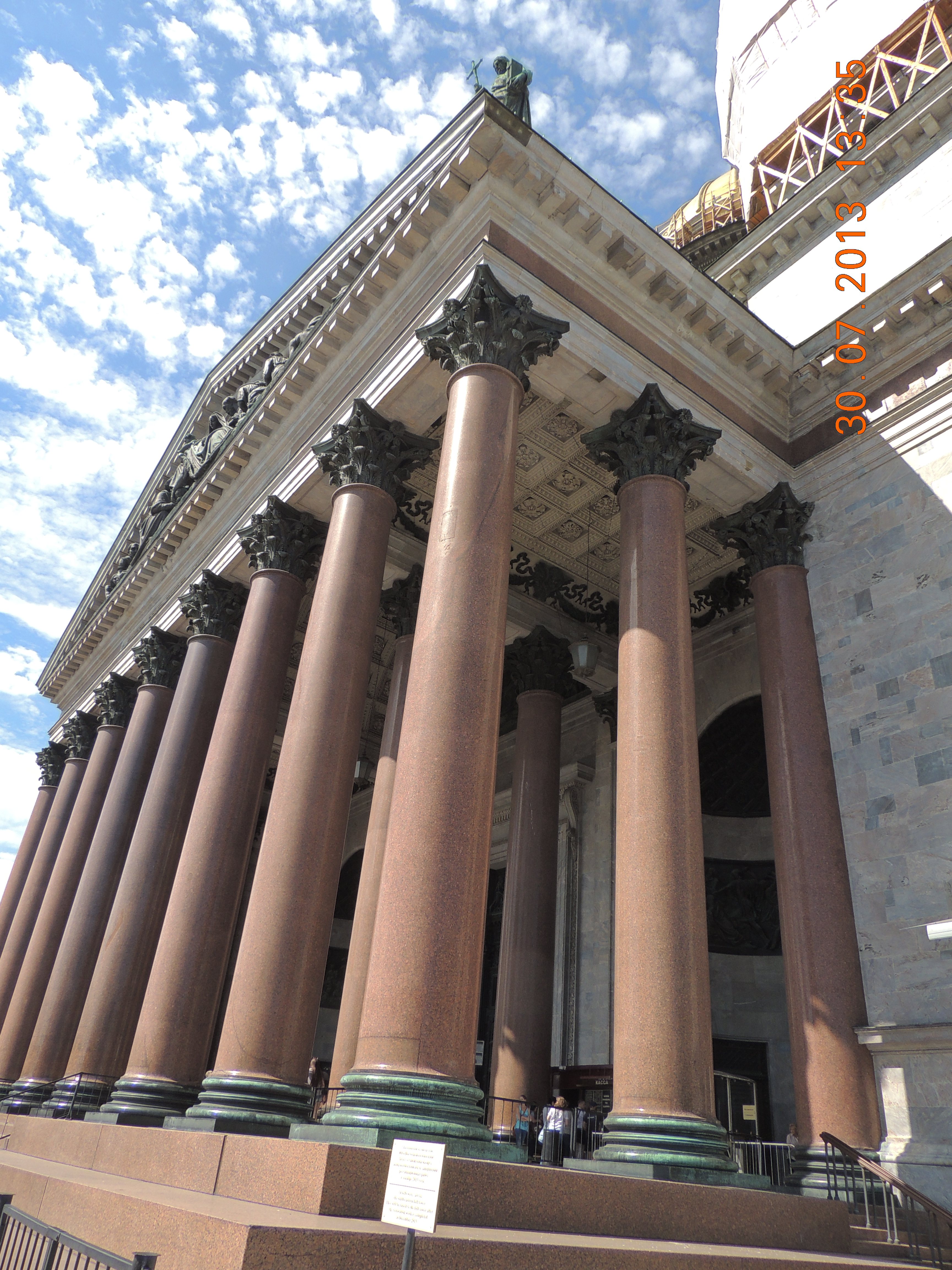
Kolonner i södra portiken på Isakskatedralen

Pyterlahti stenbrott (finska: Pyterlahden louhos) nära Pyterlahti och Virijoki, är ett tidigare stenbrott i Vederlax kommun i sydöstra Finland, där pyterlit bröts på 1800-talet. Det ligger nära havet på näset Hevonniemi.
Pyterlit är en variant av rapakivigranit, som har rundade, tätt fördelade alkalifältspatkristaller med 2‒5 centimeter i diameter i massa med mellanstora korn. Pyterliten är den näst vanligaste granitvarianten, efter viborgit, i Viborgbatoliten i sydöstra Finland.
Vid slutet av 1700-talet började stora mängder sten brytas i Viborgbatoliten för att användas i anläggningen av den närbelägna ryska huvudstaden Sankt Petersburg. Röd granit av olika varianter från de då svenska kommunerna Vederlax och Fredrikshamn användes för att där bygga broar, springbrunnar, byggnadsgrunder, kajer och göra gatubeläggning. Sedan dess har Viborgbatoliten varit en viktig tillgång för finländsk stenindustri. Produktionen ökade också på 1970-talet med exploateringen av den bruna graniten (med handelshamnen Baltic Brown) i den tidigare grannkommunen Ylämaa. 
Andra tidigare stenbrott i Vederlax är de i Hämeenkylä (Tavastby), på öarna Korpisaari och Karhusaari samt på udden  Hailiniemi. Idag bryts fortfarande pyterlit i Vederlax kommun (under handelshamnen Carmen Red och Karelia Red).

## Kolonner i Sankt Petersburg
De 48 pelarna i de fyra frontonerna till Isakskatedralen i Sankt Petersburg i Ryssland är av pyterlit som brutits i Pyterlahtis stenbrott. I Isakskatedralen, som byggdes 1818–1858, finns sammanlagt 112 monolitiska röda granitkolonner, i portikerna och runt kupolen, brutna utmed Finska vikens stränder.
Brytning av monoliten Alexanderkolonnen i Sankt Petersburg, samt dess piedestal, skedde också ungefär samtidigt i Pyterlahtis stenbrott. Den 600 ton tunga kolonnen uppfördes 1829–1834, är 25,5 meter hög och har en diameter på 3,5 meter.